# Massacre pour un moteur !
Massacre pour un moteur ! est le vingt-et-unième tome de la série Michel Vaillant. Suite de l'album Rodéo sur 2 roues, Il a pour cadre l'affrontement des constructeurs Vaillante et Leader en Amérique du Nord.

## Synopsis
Alors que le Leader recrute Bob Cramer et Dan Hawkins comme pilotes, Michel et Steve rejoignent Jean-Pierre aux États-Unis afin de préparer la "course du siècle" qu'ils disputeront sur des prototypes Vaillante. Afin de tester le moteur de leur future voiture, les deux pilotes Vaillante disputent les 12 heures de Sebring sur Ford Mark IV et remportent la course. Après cette victoire, Michel et Steve annoncent à Jean-Pierre qu'ils partent quelques jours à Dallas, sans préciser le motif de leur voyage. Peu après leur départ, la base secrète du Leader au Nouveau-Mexique est attaquée et les Leader en construction détruites par des hommes vêtus de combinaisons et de casques Vaillante. À leur retour, Michel et Steve sont aussitôt accusés de ce désastre...

## Véhicules remarqués

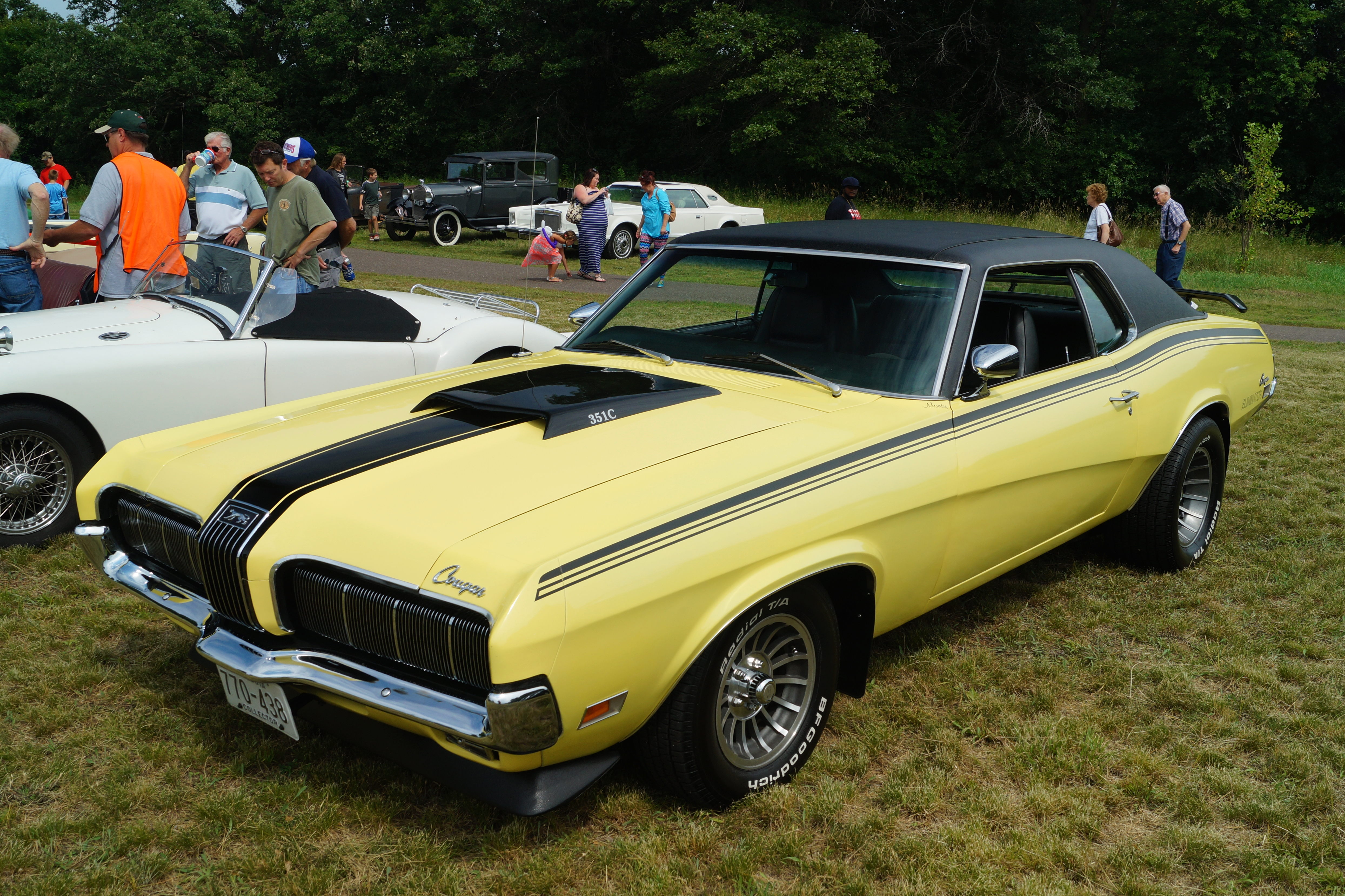
Une Mercury Cougar Eliminator semblable à celle conduite par Bob Cramer au début de l'album.

- Mercury Cougar Eliminator 1970
- Ford MkIV
- Porsche 911 T Targa
- Ford Mustang Mach1 1971
- Chevrolet Impala 1969
- Chevrolet Corvette C3
- Matra 650
- Ferrari 512 S
- Porsche 917 K
- Chevrolet Impala 1971

## Publication

### Revues
Les planches de Massacre pour un moteur ! furent publiées dans le Journal de Tintin entre le 17 novembre 1970 et le 9 février 1971 (no 46/70 à 6/71).

### Album
Le premier album fut publié aux Éditions du Lombard en 1972 (dépôt légal 02/1972).